# Pravokubanskij
Pravokubanskij (in russo  Правокубанский?; in lingua caraciai-balcara: Правокубански) è un insediamento di tipo urbano della Repubblica autonoma della Karačaj-Circassia, nel Caucaso, appartenente al rajon Karačaevskij.
L'insediamento è situato su un vasto terrazzo elevato della riva destra del fiume Kuban', 34 km a sud di Čerkessk e 17 km a nord di Karačaevsk.